# Zlín Z-726
Die Zlín Z-726 ist ein tschechoslowakisches Sport- und Kunstflugzeug. Sie ist das letzte Modell der „Trenér“-Reihe, die mit der Z-26 ihren Anfang nahm.

## Geschichte
Die Z-726 ist die Weiterentwicklung der Z-526F von 1968. Es wurden zwei Prototypen gebaut, die im Mai 1973 fertiggestellt wurden. Das neue Muster besitzt eine etwas geringere Spannweite und Rumpflänge als ihre Vorgängerin und Seiten- und Höhenruder sind metallbeplankt statt mit Stoff bespannt. Das Öl- und Kraftstoffsystem wurden den Erfordernissen des Kunstfluges angepasst. Die zweisitzige Z-726 kann von einem einzelnen Piloten sowohl vom Vorder- als auch vom Hintersitz geflogen werden.
Im Mai 1973 nahmen die beiden Prototypen die Flugerprobung auf; anschließend wurde die Serienproduktion aufgenommen, die bis 1977 lief. 1974 erschien die leistungsstärkere Ausführung Z-726K „Universal“ mit einem aufgeladenen 6-Zylinder-Reihenmotor des Typs Avia M 337AK mit 157 kW (213 PS).

## Technischer Aufbau
Die Z-726 ist ein freitragender Tiefdecker mit einem Rumpf in Stahlrohr-Fachwerkbauweise. Der vordere Bereich ist mit Duralblechen beplankt, der hintere mit Stoff bespannt. Trag- und Leitwerk sind vollständig aus Metall gefertigt, wobei Höhen- und Seitenleitwerk mit Hilfsrudern ausgerüstet sind. Das Hauptfahrwerk ist elektrisch einziehbar gestaltet, wobei die hydraulisch abbremsbaren Räder halb in die Tragflächen einfahren. Das starre Spornrad ist mit einem hydropneumatischen Stoßdämpfer versehen.

## Nutzer
- Frankreich: 1
- Jugoslawien: 2
- Rumänien: 17
- Spanien: 3
- Tschechoslowakei: 3
- Ungarn: 6

## Technische Daten

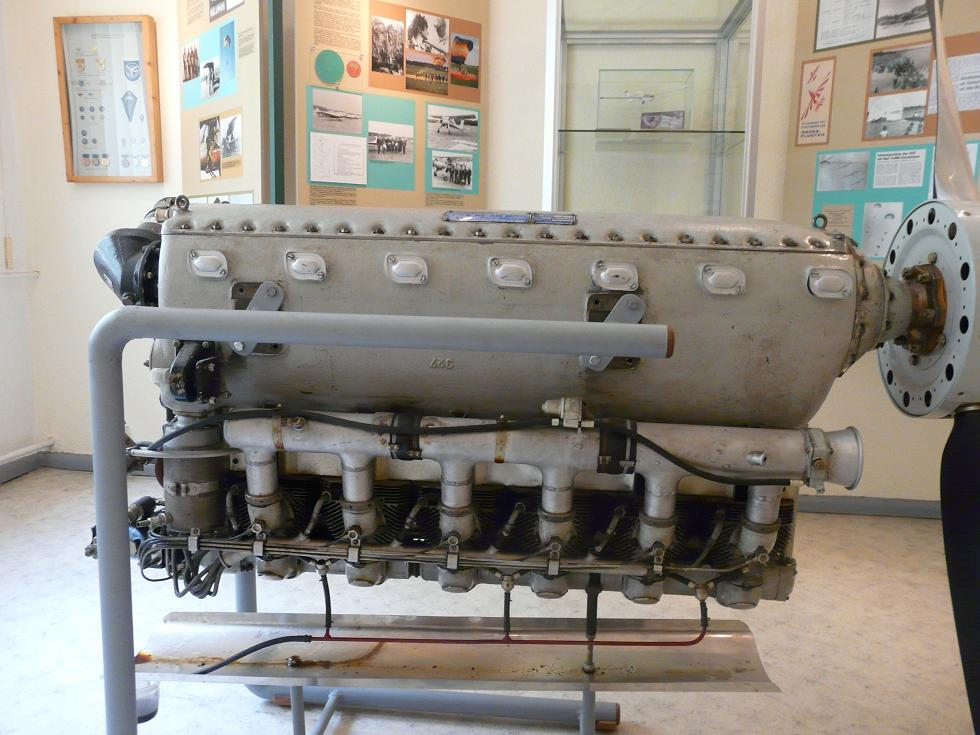
Motor M-137 der Z-726

| Kenngröße              | Z-726 Trenér                                       | Z-726K Universal                                   |
| ---------------------- | -------------------------------------------------- | -------------------------------------------------- |
| Hersteller             | Zlinská Letecká Akciová Společnost                 | Zlinská Letecká Akciová Společnost                 |
| Besatzung              | 1–2                                                | 1–2                                                |
| Länge                  | 7,97 m                                             | 7,97 m                                             |
| Flügelspannweite       | 9,87 m                                             | 9,87 m                                             |
| Höhe                   | 2,06 m                                             | 2,06 m                                             |
| Flügelfläche           | 14,89 m²                                           | 14,89 m²                                           |
| Flügelstreckung        | 6,55                                               | 6,55                                               |
| V-Stellung             | 4,5°                                               | 4,5°                                               |
| Fahrwerkspurbreite     | 1,76 m                                             | 1,76 m                                             |
| Flächenbelastung       | 63,2 kp/m²                                         | 63,2 kp/m²                                         |
| Leermasse              | 678,5 kg                                           | 690 kg                                             |
| Zuladung               | k. A.                                              | 250 kg                                             |
| Startmasse             | 940 kg                                             | 940 kg                                             |
| Antrieb                | ein luftgekühlter 6-Zylinder-Reihenmotor           | ein luftgekühlter 6-Zylinder-Reihenmotor           |
| Typ                    | M-137                                              | M-337AK                                            |
| Leistung               | 180 PS (132 kW)                                    | 213 PS (157 kW)                                    |
| Leistungsbelastung     | k. A.                                              | 4,5 kg/PS                                          |
| Lastvielfaches         | k. A.                                              | +4,4/−2,2                                          |
| Höchstgeschwindigkeit  | 244 km/h                                           | 272 km/h                                           |
| Reisegeschwindigkeit   | 210 km/h                                           | 247 km/h                                           |
| Mindestgeschwindigkeit | k. A.                                              | 98 km/h                                            |
| Steigleistung          | 6 m/s                                              | 7 m/s                                              |
| Steigzeit              | 3,3 min auf 3000 m                                 | k. A.                                              |
| Dienstgipfelhöhe       | 5500 m                                             | 5500 m                                             |
| Reichweite             | normal 500 km maximal 900 km (mit Zusatzbehältern) | normal 500 km maximal 900 km (mit Zusatzbehältern) |